# Marcin Cielecki
Marcin Cielecki (ur. 1979) – polski poeta, eseista i recenzent.
Autor sześciu książek. Publikował m.in. na łamach „Undergruntu”, „Więzi”, „Znaku”, „Zeszytów Poetyckich”, „W drodze”, „Frondzie”. W 2015 roku ogłosił zbiór esejów Miasto wewnętrzne. Latopis, za który pięć lat później został uhonorowany Nagrodą Literacką i Historyczną Identitas. Laureat Literackiej Nagrody Warmii i Mazur - Wawrzyn Czytelników za rok 2020 za Archipelag Lewiatana. Mieszka w Olsztynie. Pracuje jako nauczyciel historii i WOSu w I Liceum Ogólnokształcącym w Olsztynie.
W 2024 został nominowany do Nagrody Literackiej im. Józefa Mackiewicza za "Dziedziniec pogan".

## Twórczość

### Poezja
- Węsząc za..., Miejski Ośrodek Kultury, Olsztyn 1996
- Czas przycinania winnic, Undergrunt, Toruń 2003 ISBN 83-917954-1-1
- Ostatnie Królestwo, Topos, Sopot 2010

### Proza
- Miasto wewnętrzne. Latopis, Homini, Tyniec 2015
- Archipelag Lewiatana, JanKa, Pruszków 2020
- Dziedziniec pogan, Państwowy Instytut Wydawniczy, Warszawa 2023